# Zaim Kobilica
Zaim Kobilica (Zenica, 25 maggio 1965 – Lucca, 17 luglio 2015) è stato un pallamanista bosniaco naturalizzato italiano.

## Biografia
Ex giocatore ed allenatore di pallamano, fu una delle colonne portanti dell'AlPI Prato con la quale vinse 2 scudetti nel 1998 e 1999, e due Coppe Italia nel 1998 e 2000. Padre di due figlie, Diana e Emma, è mancato nel 2015 all'età di 50 anni. A lui è stato intitolato il palasport Estra Forum di Prato.

## Palmarès
- Campionato italiano di pallamano maschile: 2
1997-98, 1998-99.
- Coppa Italia (pallamano maschile): 2
1997-98, 1999-00.